# Amaurobius erberi
Espèce
Synonymes
- Ciniflo erberii Keyserling, 1863
- Amaurobius cyrilli Thorell, 1871
- Amaurobius provisorius Kolosváry, 1939

Amaurobius erberi est une espèce d'araignées aranéomorphes de la famille des Amaurobiidae.

## Distribution
Cette espèce se rencontre en Europe du Sud, aux îles Canaries, en Algérie, en Turquie et en Iran.

## Description

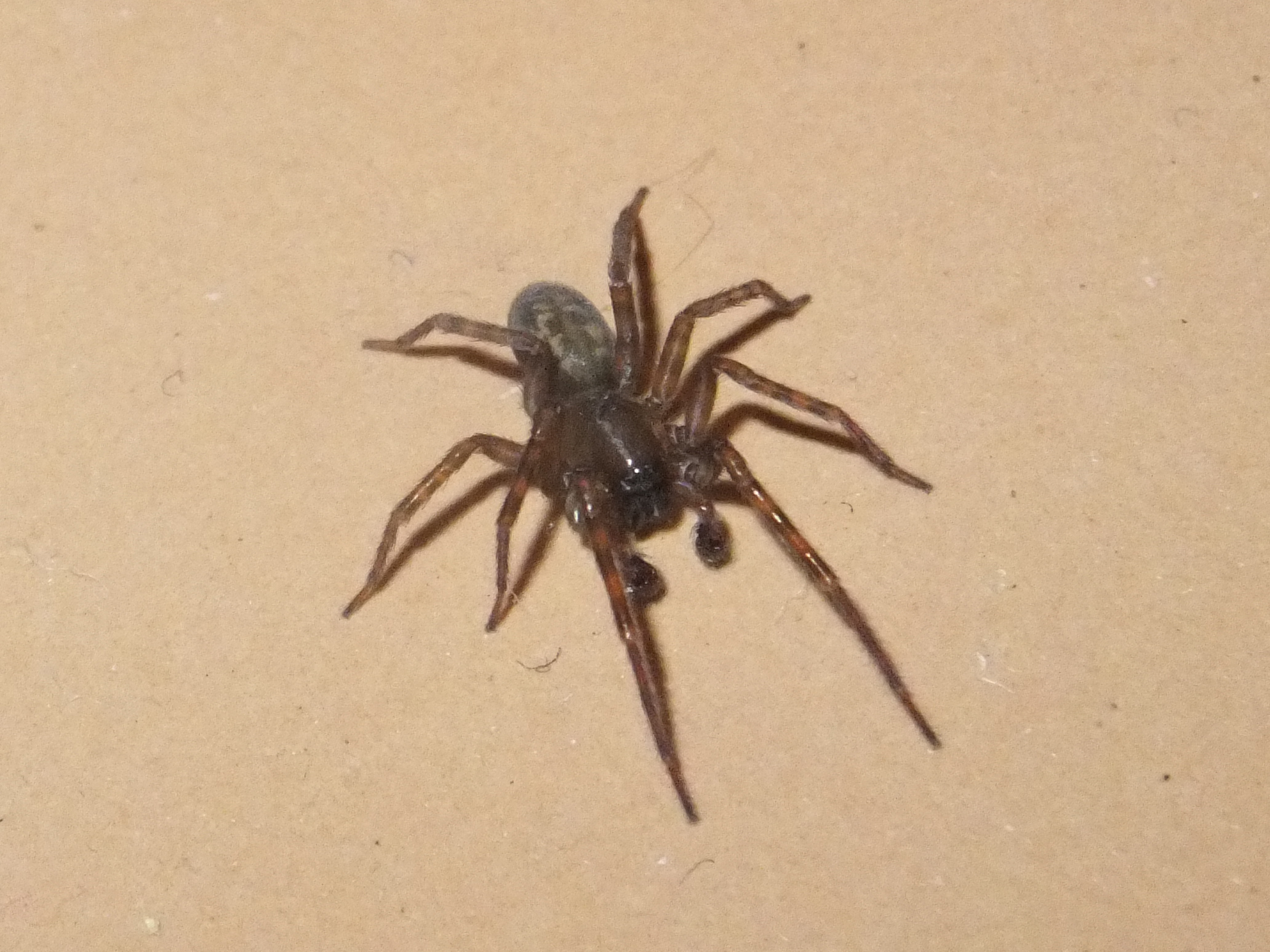
Amaurobius erberi

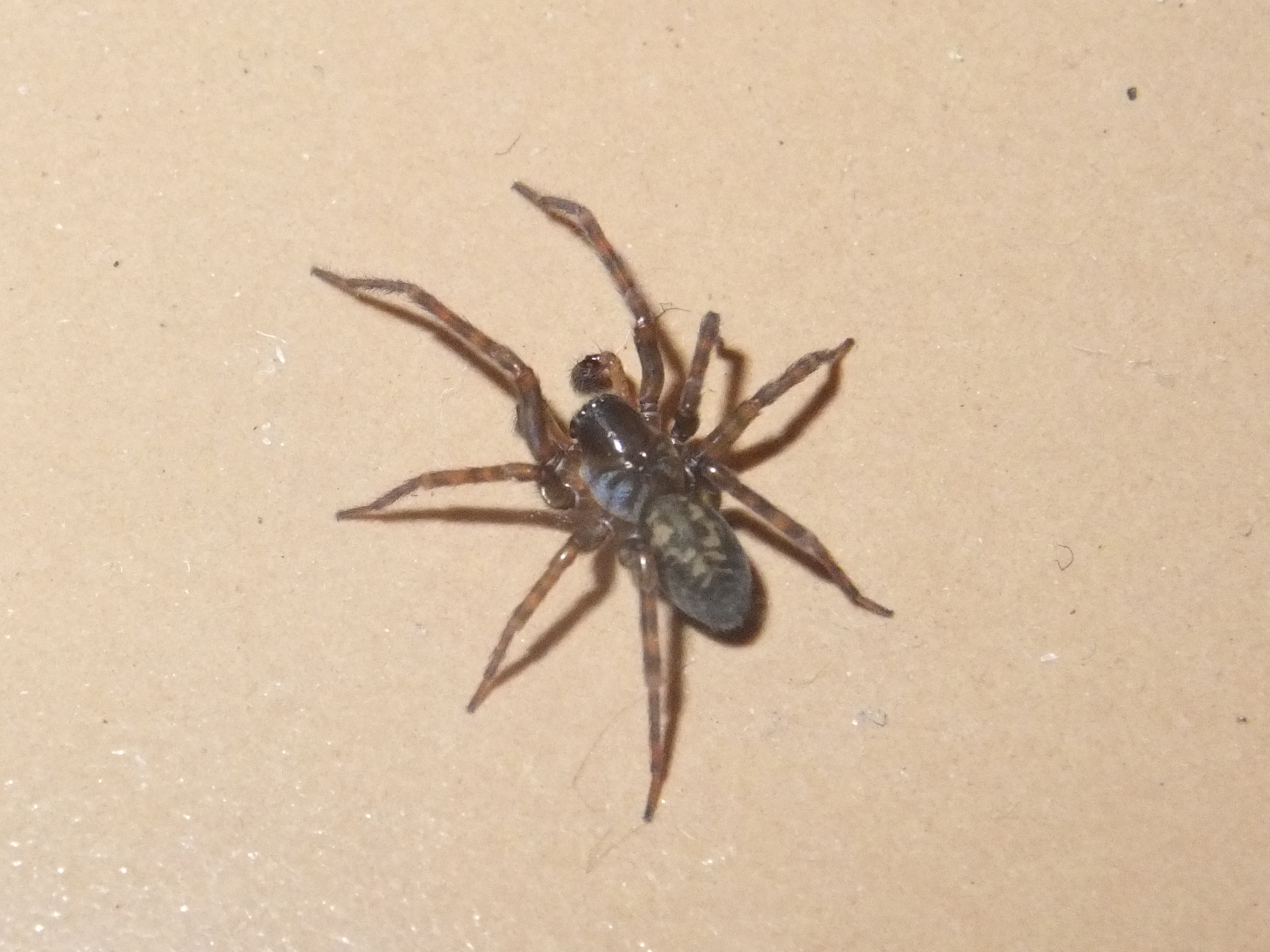
Amaurobius erberi

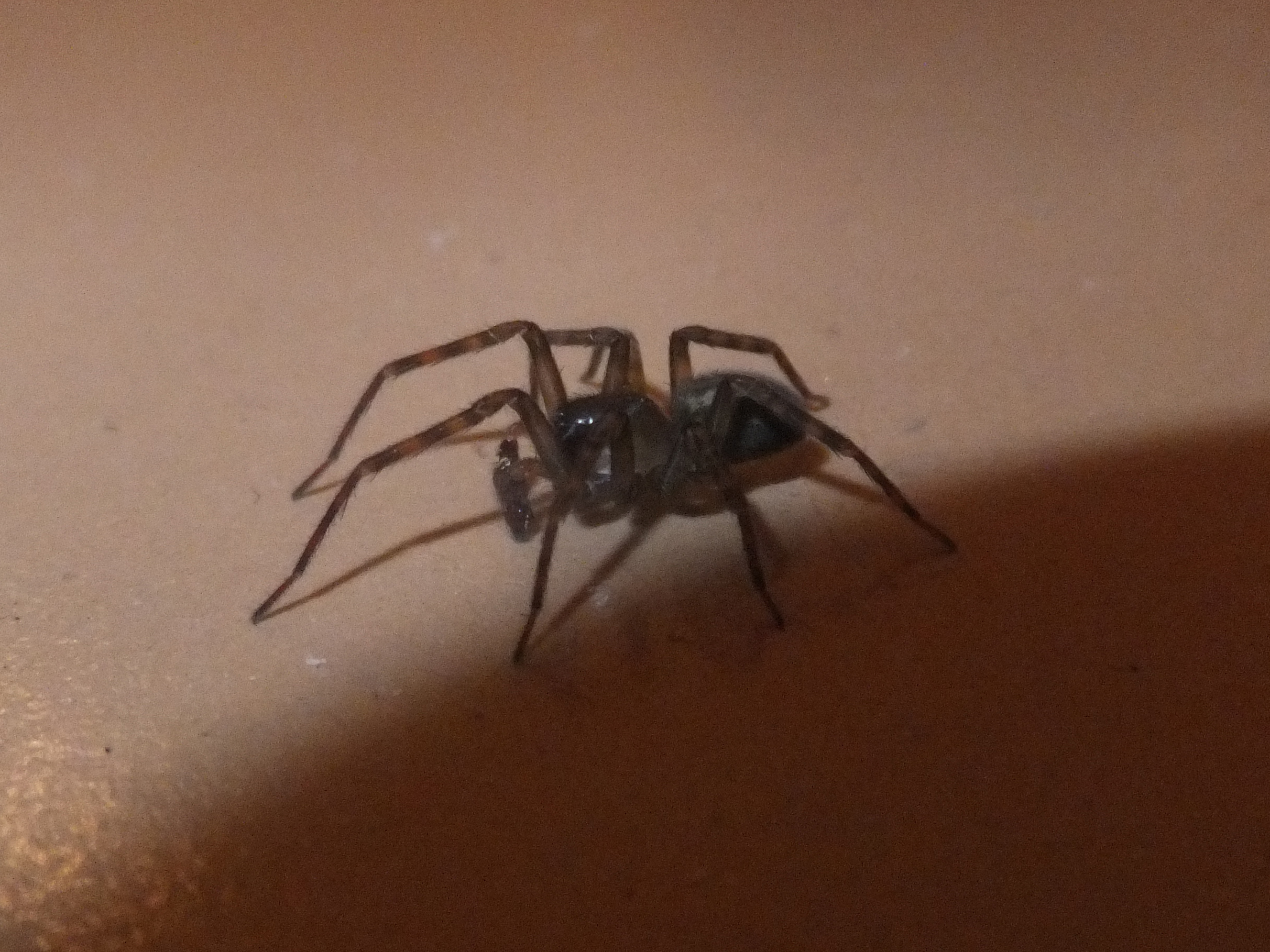
Amaurobius erberi

Les mâles mesurent de 5 à 8 mm et les femelles de 8 à 11 mm.

## Systématique et taxinomie
Cette espèce a été décrite sous le protonyme Ciniflo erberii par Keyserling en 1863. Elle est placée dans le genre Amaurobius par L. Koch en 1868.
Amaurobius provisorius a été placée en synonymie par Thaler et Knoflach en 1993.

## Publication originale
- Keyserling, 1863 : « Beschreibungen neuer Spinnen. » Verhandlungen der Kaiserlich-Königlichen Zoologisch-Botanischen Gesellschaft in Wien, vol. 13, p. 369-382 (texte intégral).